# Heikki Renvall
Henrik (Heikki) Gabriel Renvall (né le 19 janvier 1872 à Turku – mort le 1er juin 1955 à Helsinki) est un juriste, journaliste et sénateur finlandais.

## Biographie
Heikki Renvall est militant actif de l'organisation secrète Kagaali qui s'oppose à la russification de la Finlande. 